# Orkiestra Kameralna Polskiego Radia Amadeus
Orkiestra Kameralna Polskiego Radia Amadeus – orkiestra kameralna, założona w Poznaniu w 1968 roku przez Agnieszkę Duczmal, która do września 2024 pełniła funkcję dyrektora artystycznego i dyrygenta orkiestry. Następczynią na tej funkcji została  Anna Duczmal-Mróz (Anna Mróz), córka Agnieszki Duczmal, która od 2009 była drugim dyrygentem orkiestry. 1 czerwca 2014 Orkiestra Kameralna Polskiego Radia Amadeus stała się instytucją kultury prowadzoną przez samorząd województwa wielkopolskiego i współfinansowaną przez Polskie Radio S.A. Od kwietnia 2018 r. instytucją współprowadzącą Orkiestrę jest także Ministerstwo Kultury i Dziedzictwa Narodowego.

## Historia
Orkiestra Kameralna Polskiego Radia Amadeus została założona przez Agnieszkę Duczmal w 1968 roku w Poznaniu. W latach 1968–1977 występowała pod nazwą Pro Musica.
Pierwszy koncert orkiestra dała w auli Państwowej Wyższej Szkoły Muzycznej, na zjeździe laryngologów. Wykonała wówczas utwory Arcangela Corellego i Wolfganga Amadeusa Mozarta.

Członkami Orkiestry byli moi koledzy ze studiów. Nasze próby odbywały się albo w naszej macierzystej szkole muzycznej, a bardzo często także u mnie w domu, zajmując największy pokój. Jakoś się mieściliśmy, byliśmy przecież zespołem kameralnym. Entuzjazmu nam nie brakowało i chcieliśmy grać

Początkowo orkiestra działała pod patronatem „Jeunesses Musicales”, a później Poznańskiego Towarzystwa Muzycznego. Już od pierwszych lat swojej działalności orkiestra często koncertowała zarówno w kraju, jak i za granicą. Przełomowym momentem w działalności zespołu było zdobycie w roku 1976 na Międzynarodowych Spotkaniach Młodych Orkiestr w Berlinie Zachodnim Srebrnego Medalu Herberta von Karajana.

Nagranie kompletu diwertimentów Mozarta i Eine Kleine Nachtmusik stało się przyczyną naszego miana, bo niemiecki impresario, który to nagranie usłyszał, powiedział, że koniecznie musimy przybrać imię „Amadeus” i tak się stało, za zgodą Polskiego Radia

Przekształcona w 1977 w etatowy zespół Polskiego Radia i Telewizji, od 1988 występuje jako Orkiestra Kameralna Polskiego Radia Amadeus pod dyrekcją Agnieszki Duczmal w większości krajów europejskich oraz Stanach Zjednoczonych, Kanadzie, Meksyku, Brazylii, Kuwejcie, Tajwanie i Japonii, często ze znakomitej sławy solistami (takimi jak Maurice André, Gary Karr, Henryk Szeryng, Malcolm Messiter, Martha Argerich, Mischa Maisky, Gheorghe Zamfir, Håkan Hardenberger, Alexandre Rabinovitch, Michala Petri, Guy Touvron, Jeremy Menuhin, Kevin Kenner, Steven Isserlis, Vadim Repin, Krzysztof Jakowicz, Konstanty Andrzej Kulka, Krzysztof Szmyt, Jadwiga Rappé), Wynton Marsalis.

Zespół należy do najlepszych światowych orkiestr tego typu, posiada wyjątkowe brzmienie, wspaniałe legato i niezrównanego dyrygenta w osobie pani Duczmal

## Dorobek
Do 2013 orkiestra pod batutą Duczmal nagrała dla Polskiego Radia ponad 10000 minut muzyki obejmującej repertuar od baroku do współczesności i wykonała setki koncertów transmitowanych przez Polskie Radio. Zespół zarejestrował 110 koncertów i programów dla Telewizji Polskiej oraz 5 godzin muzyki dla Télévision Française 1. Orkiestra nagrała również ponad 50 płyt. W dorobku artystycznym zespołu znajduje się wiele prawykonań, m.in. pierwsze światowe nagranie Wariacji Goldbergowskich J.S. Bacha w opracowaniu J. Kofflera na orkiestrę kameralną. Orkiestra współpracuje także z radiofoniami zagranicznymi, m.in.: niemieckimi NDR, WDR, SFB oraz BBC w Londynie, CBC w Montrealu i radiofonią meksykańską, dla których nagrywa przede wszystkim muzykę polską.
Odbyła liczne tournée po krajach Europy, obu Ameryk, Bliskiego i Dalekiego Wschodu. Koncertowała m.in. w Concertgebouw w Amsterdamie, Filharmonii Berlińskiej, filharmoniach w Kolonii, Monachium, Petersburgu, lipskim Gewandhausie, wiedeńskim Musikvereinsaal, Pollack Hall w Montrealu, Queen Elizabeth Hall w Londynie, mediolańskim Teatro alla Scala, Tokyo Opera City Concert Hall i Toppan Hall oraz w wiedeńskim Konzerthaus. Orkiestra regularnie bierze udział w licznych europejskich festiwalach muzycznych.
W Polsce występowała m.in.
- 2004: koncert w ramach 7. Festiwalu Muzycznego Polskiego Radia „Paryżanie”[10]
- 2006: koncert w ramach I Festiwalu Muzyki Oratoryjnej „Musica Sacromontana”[11]
- 2007: koncert w hołdzie Karolowi Szymanowskiemu w ramach X Festiwalu Muzycznego Polskiego Radia[12]
- 2008: finałowy koncert podczas I Międzynarodowego Festiwalu Gwiazd FORTE odbywającego się w ramach obchodów 775-lecia Torunia[13]
- 2010: koncert podczas Gdańskiego Festiwalu Muzycznego 2010 z udziałem Ewy Pobłockiej[14]
- 2010: koncert w ramach XLVI Międzynarodowy Festiwal Muzyki Organowej i Kameralnej w Kamieniu Pomorskim z udziałem Lady Labziny z Rosji (organy) oraz Anny Marii Staśkiewicz (skrzypce)
- 2012: koncert finałowy  IV Międzynarodowego Festiwalu Muzycznego - Muzyka u J.I. Schnabla
- 2013: koncert inaugurujący XXIV Międzynarodowy Festiwal Muzyki Organowej i Sakralnej Anima Mundi[15]
- 2013: koncert w ramach Międzynarodowego Festiwalu Muzyki „Pax et bonum per musicam”[16]
- 2013: koncert podczas 42. Międzynarodowego Festiwalu Muzyki Współczesnej Poznańska Wiosna Muzyczna w Poznaniu[17]
- 2014: koncert finałowy w ramach 49. Międzynarodowego Festiwalu Henryka Wieniawskiego z udziałem skrzypaczki Leticii Muñoz Moreno[18]
- 2014: koncert w ramach 19. edycji Bielskiego Festiwalu Kompozytorów Polskich im. Henryka Mikołaja Góreckiego[19]
- 2015: koncert w ramach 29. Warszawskich Spotkań Muzycznych[20]
- 2015: koncert w ramach obchodów głównych 600-lecia Krotoszyna[21]
- 2015: koncert finałowy podczas XII Festiwalu Chórów Uniwersyteckich „Universitas Cantat 2015”[22]
- 2015: koncert w ramach 70. Międzynarodowego Festiwalu Chopinowskiego w Dusznikach-Zdroju z udziałem Kevina Kennera (fortepian) i Philippe Giusiano
- 2016: koncert w ramach 55. edycji Muzycznego Festiwalu w Łańcucie[23]
- 2017: gościnnie podczas 25. Ślaskiego Festiwalu im. Ludwiga van Beethovena w Głogówku[24]
- 2017: koncert w ramach 40. Jubileuszowego Festiwalu Dni Muzyki Karola Szymanowskiego w Zakopanem[25]
- 2020: koncert z Leszkiem Możdżerem podczas Festiwalu Enter w Poznaniu[26][27]

Coraz częściej za pulpitem dyrygenckim Amadeusa staje córka Agnieszki Duczmal, Anna Mróz, która debiutowała w tej roli w 2003 roku. Od 2009 pełni ona oficjalnie funkcję drugiego dyrygenta tejże orkiestry.
W 2014 odbył się dwuczęściowy koncert wielkanocny „Czas pokuty i radości” z udziałem mezzosopranistki Małgorzaty Walewskiej. Orkiestrze towarzyszył pianista Martina Palmeri na fortepianie, Mario Stefano Pietrodarchi na bandoneonie oraz Chór Kameralny Uniwersytetu im. Adama Mickiewicza w Poznaniu pod dyrekcją Krzysztofa Szydzisza. Pierwszą część „Czas pokuty” orkiestra wykonała pod batutą Anny Mróz, drugą nazwaną „Czas radości” Agnieszki Duczmal.
Z okazji jubileuszu 45-lecia Orkiestry Kameralnej Polskiego Radia Amadeus oraz 45-lecia pracy artystycznej jej założycielki i dyrektora, Agnieszki Duczmal odbyły się dwa koncerty: Per la Maestra, podczas którego orkiestrę poprowadziła jej córka, Anna Mróz, oraz Per la Orchestr, którym dyrygowała jubilatka. Koncert uświetnił występ zwyciężczyni XIV Międzynarodowego Konkursu Skrzypcowego im. H. Wieniawskiego Soyoung Yoon z Korei Południowej.
W 2017 orkiestra obchodziła 50. złoty jubileusz istnienia. Sezon jubileuszowy zainaugurowała 3 października 2017 koncertem, w którym zabrzmiały utwory: w pierwszej części Koncert podwójny na skrzypce, wiolonczelę i orkiestrę Jana Radzyńskiego z dedykacją kompozytora „Dla Agnieszki Duczmal i jej wspaniałej Orkiestry Amadeus”, w drugiej I koncert fortepianowy e-moll Fryderyka Chopina w wykonaniu Ingolfa Wundera oraz trzeciej Souvenir de Florence Piotra Czajkowskiego w ar. A. Duczmal.

## Skład Orkiestry
Skład orkiestry pozostaje prawie niezmienny od początku jej istnienia. Tworzą ją muzycy:
- I skrzypce: Jarosław Żołnierczyk – koncertmistrz (od 1989)[41][42], Bogdan Kapała – koncertmistrz, Andrzej Hop, Dominik Żmijewski, Leszek Wojtowicz, Dorian Pawełczak, Mateusz Gidaszewski
- II skrzypce: Mirosław Bocek – koncertmistrz (od 1987)[43], Arkadiusz Astriab - inspektor orkiestry, Iwona Kuczyńska-Zieleniak, Waldemar Abucewicz, Janusz Dąbrowski, Marek Ważbiński[44]
- altówki: Lech Bałaban – koncertmistrz (od 1988)[45], Kamil Babka (od 2004), Beata Żołnierczyk, Izabela Mrozek (od 1987)[46], Michał Kot[44], Anna Kubiak[44]
- wiolonczele: Eugeniusz Zboralski – koncertmistrz[47], Maria Bielewicz-Pietraszek[44], Maciej Mazurek (od 1988)[48], Anna Papierz[44]
- kontrabas: Damian Sobkowiak

Byli członkowie:
- wiolonczelista i koncertmistrz – Zygmunt Zieliński (38 lat pracy), razem z Józefem Jaroszewskim pracował od początku istnienia orkiestry[49]
- muzyk – Jakub Gutowski (I skrzypce), zmarł nagle 16 lipca 2017[50]

Przez lata dobieraliśmy się tak aby nawet wtedy kiedy następuje zmiana w składzie zespołu, pozostawała niezauważalna dla muzyków i słuchaczy. Muzyk wchodzący do zespołu musi zostać wchłonięty i musi się do niego dopasować. Dzięki temu nie zmienia się ani barwa, ani kolorystyka i artykulacja orkiestry. Zwracam też uwagę na umiejętność pracy w zespole muzyka, który do niego wchodzi. Owocem takiego postępowania jest z jednej strony otwarcie zespołu na nowe doświadczenia, z drugiej świetna atmosfera panująca w orkiestrze, zazdroszczą jej nam soliści z nami występujący. Każdy koncert, każda próba mają dla nas taką samą wagę, bez względu na to gdzie się odbywają. Sądzę, że to właśnie są nasze największe atuty

## Działalność
- Od 2007 Orkiestra Kameralna Polskiego Radia Amadeus pod dyrekcją Agnieszki Duczmal i jej córki Anny Jaroszewskiej-Mróz organizuje coroczne koncerty dla dzieci. Obok muzyków orkiestry bohaterami wieczoru są uczniowie Ogólnokształcącej Szkoły Baletowej im. Olgi Sławskiej-Lipczyńskiej w Poznaniu. Koncerty te to swoista podróż do świata fantazji, w której odnajdą się starsi jak i najmłodsi słuchacze. Co roku jest to inna opowieść muzyczna. Była już o Czerwonym Kapturku, o dziewczynce z zapałkami, a nawet Lokomotywa Tuwima[52][53].
- W 2009 orkiestra uczestniczyła we współpracy z niemiecką agencją artystyczną „Koncert Kunstler Agentur Jens Gunnar Becker”, w projekcie muzyczno-plastycznym „Dźwięki, słowa, obrazy – Chopin w Niemczech”, którego celem było ukazanie muzyki Fryderyka Chopina w nowej oprawie. W ramach projektu odbyło się 5 koncertów w Polsce i 3 w Niemczech (w Berlinie, Monachium oraz Kolonii). Na każdym koncercie wykonywane były przez młodych pianistów dwa koncerty - jeden przez solistę polskiego drugi niemieckiego. Na scenie, w tle podczas koncertów widzowie mogli podziwiać monumentalny obraz autorstwa Mariusza Kałdowskiego - kompozycję o szerokości 6 metrów i wysokości 1,5 metra, powstałą z inspiracji muzyką koncertu fortepianowego e-moll Fryderyka Chopina[54].
- Od 2011 orkiestra uczestniczy w projekcie „5 zmysłów”, pogramie kulturalno-edukacyjny realizowanym w Wielkopolsce, którego celem jest przeciwdziałanie wykluczeniu społecznemu z powodu niepełnosprawności[55][56][57].
- W 2011 orkiestra towarzyszyła 13 uczestnikom, którzy zakwalifikowali się do trzeciego etapu przesłuchań XIV Międzynarodowego Konkursu Skrzypcowego im. Henryka Wieniawskiego w Poznaniu. W ramach tego etapu konkursu wykonywali oni pierwszą część jednego z koncertów W.A. Mozarta oraz pierwszą część Symfonii koncertującej Es-dur[58][59].
- Orkiestra od kilku lat uczestniczy w interdyscyplinarnym projekcie z zakresu muzyki, plastyki i literatury „Inspiracje - Kontynuacja i Poszukiwanie”, realizowanym przez Stowarzyszenie Kulturalne „Bliżej Tradycji i Kultury”. W ramach projektu organizowane są koncerty-wystawy w wykonaniu Orkiestry Kameralnej Polskiego Radia Amadeus pod dyrekcją Agnieszki Duczmal oraz wybitnych polskich artystów młodego pokolenia, połączone z prezentacją obrazów autorstwa Mariusza Kałdowskiego[60].
- Od wielu lat prowadzi działalność promującą młodych utalentowanych polskich muzyków w stałych cyklach koncertowych. W 2013 odbył się koncert prawykonań „Muzyczne obrazy”, podczas którego zaprezentowano sześć prawykonań nowych kompozycji autorstwa polskich twórców młodszego pokolenia[61].

## Nagrody, odznaczenia i wyróżnienia
- 1976: srebrny medal Fundacji Herberta von Karajana podczas Międzynarodowych Spotkań Młodych Orkiestr w Berlinie Zachodnim
- 1985: „Kryształowa Estrada” za najlepszy koncert sezonu 1985/86 w RFN[62]
- 1998: 6 listopada, ówczesny prezydent RP Aleksander Kwaśniewski, z okazji 30-lecia Orkiestry Kameralnej Polskiego Radia Amadeus, odznaczył za wybitne osiągnięcia w pracy artystycznej oraz za zasługi dla rozwoju kultury Krzyżem Komandorskim Orderu Odrodzenia Polski – Agnieszkę Duczmal, Złotym Krzyżem Zasługi – Józefa Jaroszewskiego i Zygmunta Zielińskiego oraz Srebrnym Krzyżem Zasługi – Piotra Łużnego[63][64]
- 2008: tytuł Zasłużony dla Miasta Poznania w dowód uznania dla wybitnych dokonań w zakresie muzyki kameralnej, doceniając zasługi w rozsławianiu artystycznego oblicza Poznania na scenach świata w trakcie czterdziestu lat działalności[65]
- 2008: 2 września, z okazji 40-lecia działalności, Orkiestra Kameralna PR Amadeus została odznaczona Srebrnym Medalem „Zasłużony Kulturze Gloria Artis”[66][67].
- 2008: 26 października, podczas uroczystego III koncertu jubileuszowego „Amadeus i… wszystko inaczej” zorganizowanego z okazji 40-lecia Orkiestry oraz pracy artystycznej Agnieszki Duczmal, ówczesny wojewoda wielkopolski Piotr Florek wręczył odznaczenia państwowe 12 artystom związanym z Orkiestrą Kameralną Polskiego Radia Amadeus. Za wzorowe, wyjątkowo sumienne wykonywanie obowiązków wynikających z pracy zawodowej Złotym Medalem za Długoletnią Służbę odznaczeni zostali: Bogdan Kazimierz Kapała, Konrad Lech Bałaban, Piotr Mirosław Bocek,  Iwona Kuczyńska-Zieleniak,  Witold Maciej Mazurek, Krystyna Izabela Mrozek, Krzysztof Marek Ważbiński, Józef Leszek Wojtowicz, Jarosław Żołnierczyk, Dariusz Janusz Dąbrowski, Andrzej Hop, Maria Beata Żołnierczyk[68].
- 2009: Szklana scena – doroczna nagroda zachodnioniemieckiego miasta Limburg[69]

W 2008 nagranie Orkiestry Kameralnej Polskiego Radia Amadeus utworu Trzy utwory w dawnym stylu Henryka Mikołaja Góreckiego znalazło się na drugim miejscu listy rankingowej ”The UK’s classical favourites 2008” ogłoszonej przez Phonographic Performance Limited, w jubileuszowym siedemdziesiątym piątym roku swego istnienia. Lista jest zestawem 20 najczęściej słuchanych utworów muzyki klasycznej w Wielkiej Brytanii.

## Problemy lokalowe
Pomimo znaczących zasług orkiestra od wielu lat boryka się z problemami lokalowymi. W 1977 roku, kiedy Orkiestra Kameralna Agnieszki Duczmal stała się orkiestrą radiową, jej siedzibą było studio radiowe przy ulicy Berwińskiego. Od 1992 zajmuje pomieszczenia w wymagającym gruntownego remontu studiu „Giełda” przy al. Marcinkowskiego na który brak środków. Na próby orkiestra wynajmuje studio od Radia Poznań, a na koncerty i do nagrań aulę Uniwersytetu im. Adama Mickiewicza w Poznaniu.
Po kilku latach rozmów, 1 czerwca 2014 orkiestra została przekształcona w samorządową instytucję kultury finansowaną wspólnie przez: wielkopolski samorząd i Polskie Radio, ale kwestia siedziby nadal nie została rozwiązana.

## Nagrania

### Albumy
- 1985: George Frideric Händel – Sosarme, opera seria, Polskie Nagrania
- 1986: Piotr Czajkowski – Serenada C-dur, Josef Suk – Serenada Es-dur, ASV, ALH London (England)
- 1986: Johann Sebastian Bach – Missa Brevis g-moll, Piotr Czajkowski – Serenada C-dur, Seearts Recording USA/Canada
- 1986: Jan Astriab – Cztery utwory charakterystyczne na kameralną orkiestrę smyczkową, Andrzej Krzanowski – Symfonia nr 2, Polskie Nagrania
- 1986: Bach – Missa brevis in G minor, Czajkowski – Serenade for Strings, London Pro Musica
- 1987: Antonio Vivaldi – Cztery Pory Roku
- 1987: Antonio Vivaldi – Stabat Mater, Josef Suk – Serenada na smyczki Es-dur, EJC New York
- 1989: George Frideric Händel – Xerxes (Serse), opera – live recording, Studios Berlin
- 1989: Krzysztof Penderecki – Koncert na altówkę i orkiestrę, Wergo
- 1989: Wolfgang Amadeus Mozart – Serenada G-dur K. 525 „Eine kleine Nachtmusik”, AMF, „Ars Vivendi"
- 1989: Georges Bizet – Rodion Szczedrin – Carmen Suite, Luigi Boccherini – La Musica notturna di Madrid, P 1990 AMF „Ars Vivendi"
- 1990: F. Mendelssohn-Bartholdy – 12 symfonii: – nr 1 C-dur, nr 2 D-dur, nr 3 e-moll, nr 4 c-moll, nr 5 B-dur, nr 6 Es-dur, nr 7 d-moll, nr 8 D-dur, nr 9 C-dur, nr 10 h-moll, nr 11 F-dur, nr 12 g-moll, P 1990 Frequenz
- 1990: Piotr Czajkowski – Serenada – C-dur na orkiestrę smyczkową op. 48, Mieczysław Karłowicz – Serenada – G-dur na orkiestrę smyczkową op. 2, Josef Suk – Serenada – Es-dur na orkiestrę smyczkową op. 6, P 1990 Polskie Nagrania
- 1990: Joseph Haydn – koncerty fortepianowe – F-dur Hob. XVIII. 3, 1990 P 1991 ADDA
- 1991: Wolfgang Amadeus Mozart – Koncert fortepianowy nr 14 e-moll KV 449 – Koncert fortepianowy nr 23 A-dur KV 488), Canyon Classic
- 1991: Carl Ph.E. Bach – Koncert d-moll na flet, Saverio Mercadante Koncert fletowy, Polskie Nagrania
- 1991: Johann Sebastian Bach – Koncert na dwoje skrzypiec d-moll, Koncert skrzypcowy a-moll, Koncert skrzypcowy E-dur, Cantabile
- 1992: Ernest Bloch – Concerto Grosso nr 1, Produktion Osnabrűck
- 1992: Roger Rooman – Preludium, Aria i Sinfonia, P 1992 Vienna Modern Masters
- 1993: Edvard Grieg – Suita „z czasów Holberga” op. 40, Giovanni Bottesini – Grand duo Concertante, Wojciech Kilar – Orawa, P 1993 AMF „Ars Vivendi"
- 1993: Carl Ph.E. Bach – Koncert fletowy d-moll, Saverio Mercadante – Koncert fletowy, Polskie Nagrania
- 1993: Henryk Mikołaj Górecki Trzy utwory w dawnym stylu, Koncert na fortepian i orkiestrę smyczkową, Karol Szymanowski – Etiuda b-moll (instrumentacja A. Duczmal), Grażyna Bacewicz – Koncert na orkiestrę smyczkową, Dymitr Szostakowicz – Symfonia kameralna op. 110 bis, AMF 1993, „Ars Vivendi"
- 1994: Antonio Vivaldi – Cztery pory roku, Arcangelo Corelli – Concerto grosso g-moll op. 6 nr 8 „Fatto per la notte di natale”, P 1994 AMF
- 1994: Ernest Bloch: Concerti Grossi No. 1 & 2; Concertino; Four Episodes, CPO[80]
- 1995: Tomaso Albinoni – Adagio, Johann Pachelbel – Kanon D-dur, Johann Sebastian Bach – III Koncert brandenburski G-dur BWV 1048, Gioacchino Rossini – III Sonata, Benjamin Britten – Wariacje na temat Franka Bridge’a op. 10, P 1995 AMF
- 1997: Antonio Vivaldi – Sinfonia Nr 1 C-dur – Sinfonia Nr 2 G-dur, Johann Sebastian Bach – Koncert na dwoje skrzypiec d-moll BWV 1043, Francesco Geminiani – Concerto grosso „La Folia” op. 5 nr 12, Max Bruch – Kol Nidrei op.47, Béla Bartók – Tańce rumuńskie, 1997 FOX
- 1997: Mendelssohn: 12 Symphonies for Strings, 12 Sinfonien Für Streicher – Felix Mendelssohn Bartholdy, Arts
- 1998: Biliński & Duczmal – Refleksje, Bi.Ma. & A.M.F. Poland
- 1999: Antonio Vivaldi koncerty fagotowe: – a-moll RV 498
- 2004: Agnieszka Duczmal vol. 1 – Wariacje Goldbergowskie – Bach, Koffle, Polskie Radio[81]
- 2004: Agnieszka Duczmal vol. 2 – Tansman, Meyer, Panufnik, Kilar, Polskie Radio
- 2004: Agnieszka Duczmal vol. 3-4 – Mozart, Polskie Radio
- 2004: Agnieszka Duczmal vol. 5 – Brahms, Polskie Radio
- 2004: Agnieszka Duczmal vol. 6 – Czajkowski, Strawiński, Bartók, Polskie Radio
- 2004: Agnieszka Duczmal vol. 7 – Chopin, Lasoń, Zieleniak, Britten, Polskie Radio
- 2004: Agnieszka Duczmal vol. 8 – Czajkowski, Lutosławski, Polskie Radio
- 2004: Agnieszka Duczmal vol. 9 – Karłowicz, Mendelssohn-Bartholdy, Polskie Radio
- 2005: Agnieszka Duczmal vol. 10 – Szostakowicz, Knittel, Polskie Radio
- 2005: Agnieszka Duczmal vol. 11 – Bacewicz, Pstrokońska-Nawratil, Zubel, Ptaszyńska, Sikora, Polskie Radio
- 2005: Moja Muzyka – nagranie kompozycji Na wierchowej polanie Barbary Kaszuby, Acte Préalable
- 2006: Mozart, Brahms: Violin Concertos – Vadim Brodski – violin, Chamber Orchestra Of The Polish Radio And Television In Poznań – Agnieszka Duczmal, The National Polish Radio Symphony Orchestra In Katowice – Antoni Wit, DUX
- 2007: Agnieszka Duczmal vol. 12 – Tansman, Aleksander
- 2011: XIV Międzynarodowy Konkurs Skrzypcowy im. Henryka Wieniawskiego Poznań 8-23 października 2011, CD 3: Finaliści – Wyróżnienia, CD 5: Talenty, które warto zapamiętać, DUX
- 2011: Concierto De Aranjuez – Krzysztof Pełech – gitara, Warsaw Philharmonic Orchestra – Antoni Wit, Amadeus Chamber Orchestra – Agnieszka Duczmal, DUX
- 2012: Łukasz Kuropaczewski – Nocturnal – Koncert na gitarę, orkiestrę i kotły Krzysztofa Meyera, Polskie Radio
- 2013: Agnieszka Duczmal/Amadeus vol. 13 – Zarębski, Mussorgsky/Duczmal, Polskie Radio[82]
- 2014: Portrety współczesnych kompozytorów polskich – Zbigniew Penherski – CD 4: Małe kroniki smyczkowe na orkiestrę smyczkową (2005): Nagranie live: koncert w ramach 8. Festiwalu Muzycznego Polskiego Radia „80 lat na antenie”, Polskie Radio[83]
- 2014: Portrety współczesnych kompozytorów polskich – Lidia Zielińska – CD 5: Pleonazm na obój, skrzypce i orkiestrę smyczkową (1986): Nagranie live: koncert w ramach 34. Międzynarodowego Festiwalu Muzyki Współczesnej „Warszawska Jesień”[84]
- 2014: The Spirit of Tango – koncertowa płyta z udziałem Martína Palmeri – fortepian, Mario Stefano Pietrodarchi – bandoneon, Orkiestry Kameralnej Polskiego Radia Amadeus i Chóru Kameralnego Uniwersytetu im. Adama Mickiewicza w Poznaniu, Polskie Radio[85]
- 2015: Krajewski: Concerti grossi, Oboe Concerto, Sieben Fragmente aus Michael Ende (Orkiestra Kameralna Polskiego Radia Amadeus, Drogosz, Roszkowski i inni), DUX
- 2015: Mieczysław Wajnberg – Concertino op. 42 für Violine & Streichorchester, Ewelina Nowicka, Amadeus Chamber Orchestra of Polish Radio, Agnieszka Duczmal (opp. 42 & 47 / 3), Anna Duczmal-Mroz (op. 98)
- 2016: Agnieszka Duczmal / Amadeus vol. 14 – R. Strauss, J. Haydn, H. Purcell
- 2016: Piotr Moss

### Muzyka filmowa
- 1990: Zima – z cyklu filmów animowanych do muzyki klasycznej (Dyrygent, Wykonanie muzyki)[86]
- 1990: Rondo russo z koncertu e-moll na flet i klawesyn – z cyklu filmów animowanych do muzyki klasycznej (Dyrygent, Wykonanie muzyki)[87]
- 1991: Wiosna – z cyklu filmów animowanych do muzyki klasycznej (Dyrygent, Wykonanie muzyki)[88]
- 1993: Lato – z cyklu filmów animowanych do muzyki klasycznej (Dyrygent, Wykonanie muzyki)[89]
- 1994: Carmen Suita – z cyklu filmów animowanych do muzyki klasycznej (Dyrygent, Wykonanie muzyki)[90]
- 1995: Jesień – z cyklu filmów animowanych do muzyki klasycznej (Dyrygent, Wykonanie muzyki)[91]
- 1995: Carmen Habanera z Carmen-Suite – z cyklu filmów animowanych do muzyki klasycznej (Dyrygent, Wykonanie muzyki)[92]
- 1996: Carmen Torero z Carmen Suity – z cyklu filmów animowanych do muzyki klasycznej (Dyrygent, Wykonanie muzyki)[93]
- 2010: Święta krowa (Father, Son & Holy Cow) – film fabularny (Dyrygent, Wykonanie muzyki)[94]
- 2013: ”Kompozytor – rezydent” – film dokumentalny, w którym wykorzystano fragmenty prób i prawykonań utworów: „Musique pour Amadeus” oraz ”Głosy gór”, zamówionych w ramach II edycji programu IMiT[95][96]